# Universidade Franciscana de Steubenville
A Universidade Franciscana de Steubenville (Franciscan University of Steubenville) é uma instituição Católica de ensino superior, localizada na cidade de Steubenville, no estado norte-americano do Ohio, a cerca de 50 quilômetros de Pittsburgh.

## Histórico
A universidade, originalmente denominada "College of Steubenville", foi fundada em 1946 por frades franciscanos.
No ano de 1974 o Fr. Michael Scalan, TOR, foi eleito seu reitor e iniciou uma série de reformas estruturais, a fim de restabelecer o colégio aos princípios católicos. Em 1985 a universidade mudou o nome para a atual denominação.

## Reputação e dados adicionais
- A Universidade é ranqueada como das melhores, em sua área, segundo o "2007 U.S. News & World Report’s list of America’s Best Colleges".[5]

- Desde 1991 até 150 estudantes por semestre participam do programa da Universidade em Gaming, Áustria. O campus fica localizado num mosteiro do século XIV, nos contrafortes dos Alpes suíços.